# Inkerman (Pensilvania)
Inkerman es un lugar designado por el censo ubicado en el condado de Luzerne en el estado estadounidense de Pensilvania. En el Censo de 2010 tenía una población de 1819 habitantes y una densidad poblacional de 1.548,32 personas por km².

## Geografía
Inkerman se encuentra ubicado en las coordenadas 41°17′49″N 75°49′0″O / 41.29694, -75.81667. Según la Oficina del Censo de los Estados Unidos, Inkerman tiene una superficie total de 1.89 km², de la cual 0 km² corresponden a tierra firme y (0%) 0 km² es agua.

## Demografía
Según el censo de 2010, había 1819 personas residiendo en Inkerman. La densidad de población era de 1.548,32 hab./km². De los 1819 habitantes, Inkerman estaba compuesto por el 97.97% blancos, el 0.77% eran afroamericanos, el 0% eran amerindios, el 0.55% eran asiáticos, el 0% eran isleños del Pacífico, el 0% eran de otras razas y el 0.71% pertenecían a dos o más razas. Del total de la población el 1.15% eran hispanos o latinos de cualquier raza.